# Vitrail de la mort et assomption de la Vierge
Pour des articles plus généraux, voir Vitraux de Chartres et Assomption.
Le vitrail de la mort et de l'assomption de la Vierge Marie à Chartres (ou encore du Couronnement de la Vierge, ou de la Glorification de Marie, voire Dormition de la Vierge) est le quatrième vitrail du bas-côté sud de la cathédrale Notre-Dame de Chartres, numéroté 042 dans le Corpus vitrearum, situé immédiatement avant la chapelle de Vendôme en entrant dans l'édifice.
La verrière décrit la mort de la Vierge, l'Assomption, et son couronnement au Ciel. Elle a été exécutée entre 1205 et 1215, elle est contemporaine de la cathédrale actuelle reconstruite au début du XIIIe siècle après l'incendie de 1194. Elle a été restaurée en 1919 par Bonnot, puis à nouveau dans les années 1980.
Elle a été classée aux monuments historiques en 1840.

## Composition du vitrail

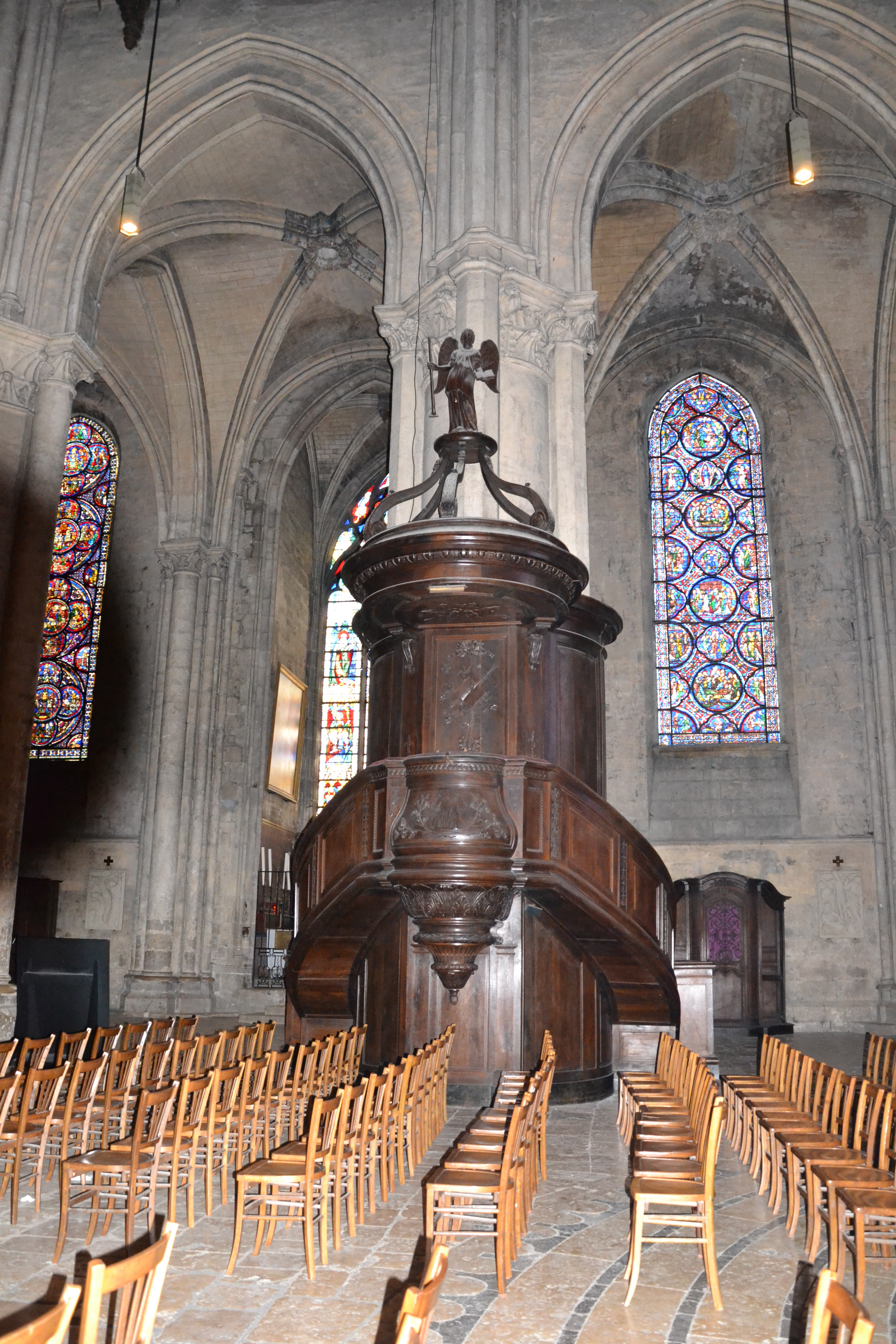
Nef de la cathédrale de Chartres. À droite, le vitrail de l'Assomption.

Le vitrail est situé au sud de la nef, avant la chapelle de Vendôme en entrant dans l'édifice.
Le vitrail de 8,05 × 2,35 m s'inscrit dans une lancette en arc brisé, de style gothique primitif.
La structure centrale de ferronnerie est composée de sept étages et deux demi-étages, alternativement composés d'un disque central entouré de deux demi-quadrilobes latéraux plus petits, et d'un quadrilobe central entouré de deux demi-disques latéraux plus grands. L'ensemble se rattache à la baie par une bordure cloisonnée.
Les scènes des médaillons et quadrilobes sont sur fond bleu. Les disques et demi-disques sont de diamètre plus grand que les quadrilobes associés, et au-delà d'un filet rouge interne, leur diamètre est encore accentué par le placement des bordures bleue et blanche à l'extérieur de la ferronnerie. À l'inverse, la bordure rouge, bleue et blanche des quadrilobes et demi-quadrilobes est interne à la ferronnerie.
Entre les médaillons, le fond apparaît sous forme de pièces en forme d'osselets symétriques et posés alternativement en barre et en bande. Sur un fond rouge peu apparent, ces pièces sont ornées d'un motif à rinceaux, doublement symétrique suivant leurs deux axes, où deux tiges vertes sortent d'un cœur cruciforme jaune à travers deux feuilles bleues, et portent après une nodosité dorée deux fleurs et deux boutons fleurdelisés bleus.
La bordure comporte, entre deux liserés blancs, une tresse de trois filets blancs dont les intersections sont boutonnées de vert. L’entrelacs délimite des sections chargées de palmettes. Les sections internes portent des roses sur fond bleu, et les sections externes des fleurs de lys bleues sur fond rouge. La tresse est séparée du liseré blanc par un second liseré, rouge à l'intérieur et bleu à l'extérieur.

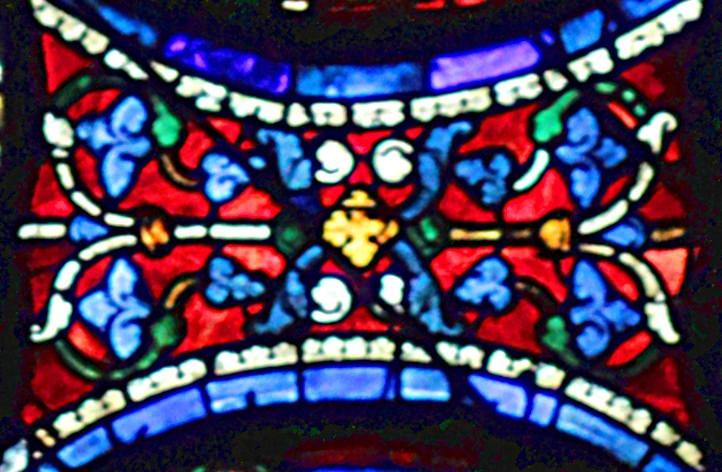
Fond entre les panneaux (tourné de 45°).
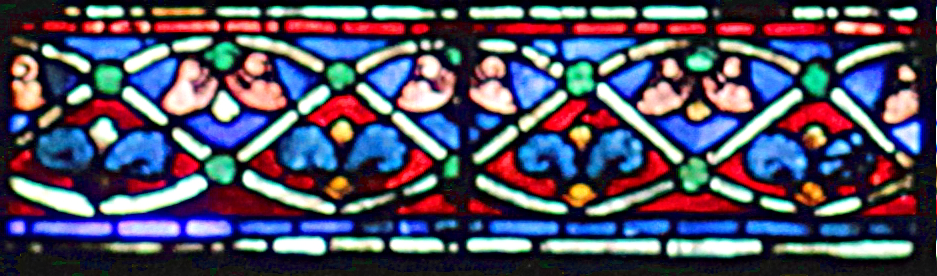
Thème de la bordure.

## Thématique

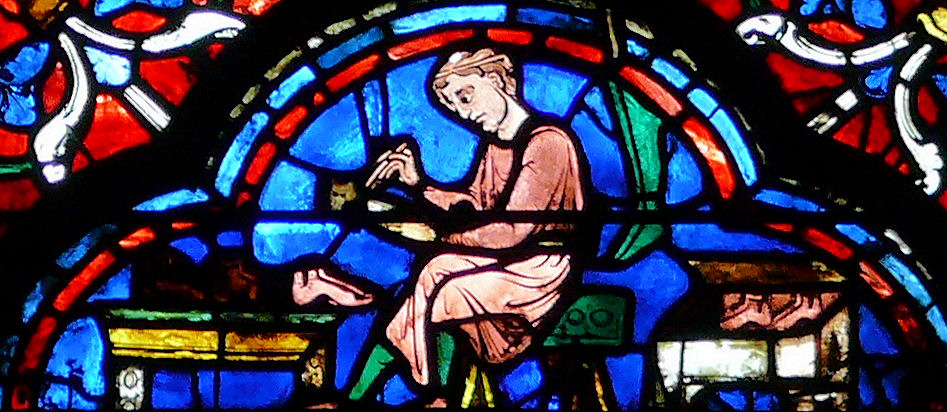
Donateur : un cordonnier.

Le vitrail décrit comment, suivant la tradition chrétienne, après la mort de la Vierge (dormition), elle fut élevée corporellement au Ciel (Assomption), et couronnée au Ciel par son Fils. Cette tradition ne repose pas sur les écritures du Nouveau Testament, mais sur la tradition chrétienne et des écrits apocryphes très populaires au Moyen Âge,
et qui seront quelque temps plus tard (vers 1260) rassemblés par Vincent de Beauvais dans son Speculum maius, ou dans la Légende dorée de Jacques de Voragine.
Le texte le plus ancien est l'apocryphe de la Dormition de Marie, attribué à Méliton de Sardes, voire à Saint Jean lui-même.
Selon cette tradition, Marie rencontre sur le mont des Oliviers un ange qui lui remet une palme de l'arbre de vie et lui annonce sa mort prochaine. Marie rentre chez elle et fait part de la nouvelle à son entourage. Miraculeusement, les apôtres reviennent des différents endroits où ils sont partis prêcher, afin de l'entourer. Jésus apparaît entouré d'anges pour recevoir l'âme de sa mère, qu'il confie à l'archange Michel. Les apôtres enterrent le corps au pied du mont des Oliviers. Quelques jours plus tard, Jésus apparaît de nouveau et emporte le corps au Paradis, où l'âme et le corps de Marie sont réunis.
La fête correspondante, celle de l'Assomption, a été fixée au 15 août dès le VIe siècle par l'empereur byzantin Maurice. La fête est ensuite introduite en Occident au VIIe siècle, sous l'influence du pape Théodore.
Cette baie est donc un témoignage de la longue antériorité de la tradition dans l'Église catholique de ce qui deviendra le dogme de l'Assomption, finalement proclamé par Pie XII en 1950, et qui résume le thème du vitrail : « l'Immaculée Mère de Dieu, la Vierge Marie, après avoir achevé le cours de sa vie terrestre, fut élevée corps et âme à la gloire céleste ».
Les scènes se succèdent de bas en haut, dans les panneaux centraux ; les demi-panneaux latéraux présentent des personnages qui assistent à la scène centrale.
Les donateurs, la corporation des cordonniers, sont classiquement représentés dans les panneaux inférieurs du vitrail, et (chose beaucoup plus rare) aux angles de la bordure.

## Description des panneaux
Le vitrail se lit de bas en haut et de gauche à droite.
|  | (VI) : Couronnement de Marie. Le Christ (reconnaissable à la croix de son nimbe marquant une personne divine) fait asseoir Marie sur son trône, et lui pose la couronne de gloire sur la tête. Le geste rappelle l'accueil de Salomon fait à sa mère Bethsabée : « Le roi se leva pour aller à sa rencontre, il se prosterna devant elle, et il s'assit sur son trône. On plaça un siège pour la mère du roi, et elle s'assit à sa droite » (1R 2:19). De part et d'autre, deux anges regardant la foule tiennent chacun une banderole sur laquelle figurent les premiers mots de l'hymne Te Deum laudamus. Au-dessus d'eux, dans un nuage, le Saint-Esprit apparaît classiquement sous la forme d'une colombe. De son bec partent deux langues de feu qui unissent le Fils et sa Mère, et figurent l'amour qui les uni l'un à l'autre De part et d'autre, dans un médaillon céleste quadrilobé dépourvu de décor, deux anges thuriféraires encensent la scène. Au-dessus, deux anges tiennent une autre couronne. |
|  | (V) : Assomption de Marie. Le troisième jour après sa mort (en écho aux trois jours d'attente de la Résurrection de Jésus), le corps intact de Marie est enlevé au Ciel. Marie apparaît ici sur entourée d'une mandorle rouge bordée de blanc, tenue par deux anges. La scène est malheureusement quelque peu occultée par une ferronnerie de renfort. De part et d'autre, dans un médaillon circulaire, quatre anges thuriféraires encensent la scène. Alors que la mandorle souligne au centre le mystère transcendant de l'Assomption, le décor citadin qui accueille ces quatre anges en souligne au contraire le caractère matériel : c'est bien corporellement que Marie est enlevée à la gloire céleste. |
|  | (IV) : Mise au tombeau. Le corps de Marie est descendu dans un sarcophage bleu. Treize saints personnages assistent à la scène, les douze apôtres et probablement la sainte femme (le personnage à gauche de l'ange, dont on ne voit pas le menton). On reconnaît au centre droit Saint Pierre à sa calvitie. L'autre apôtre central encense le corps. De part et d'autre, dans un médaillon céleste quadrilobé dépourvu de décor, deux anges thuriféraires encensent également la scène. |
|  | (III b) : Spectateurs du cortège funèbre. L'étage fait partie de la scène précédente. Au centre, deux anges thuriféraires encensent le cortège. À droite, les trois derniers apôtres désignent la scène. Derrière eux un jeune homme regarde ailleurs, parce que « le Seigneur enveloppa d'un nuage le brancard et les Apôtres, de sorte qu'on ne voyait rien, mais on les entendait seulement chanter ». Étant situé dans ce nuage, l'étage inférieur n'a pas de décor figuré, mais présente ses personnages sur un simple fond bleu. À gauche, la foule juive a une attitude ambivalente : certains se lamentent, d'autres comme celui qui tend la main semblent furieux : « les juifs s'étaient réunis et avaient dit "Attendons jusqu'au moment où celle qui a porté Jésus subira la mort, aussitôt nous ravirons son corps et le jetterons au feu" ». |
|  | (III a) : Les funérailles de Marie Un groupe de six apôtres accompagne le cercueil. Le porteur situé à l'avant n'est pas un apôtre, il n'a pas de nimbe. Au premier plan, vêtu de rouge et d'une cape verte, un personnage sans nimbe lève la main : c'est le grand-prêtre juif Jéphonias qui veut arrêter la procession pour s'emparer du cadavre, mais sa main droite se dessèche dès qu'il touche le cercueil,. « Ses mains se desséchèrent et s'attachèrent au brancard, en sorte qu'il y était suspendu : il poussait des hurlements lamentables tant ses douleurs étaient atroces ». Ayant ensuite imploré Saint Pierre, il est guéri et se convertit. À gauche deux apôtres regardent la scène, celui de devant est Saint Jean tenant « une branche de palmier apportée du Paradis » par un ange à Marie et qu'elle devait faire porter trois jours après devant son cercueil. À droite un autre apôtre et la sainte femme en deuil se lamentent. |
|  | (II b) : Le Christ reçoit l'âme de Marie. L'étage, qui complète le précédent, représente les spectateurs célestes qui viennent au moment de la mort de Marie. Arrivés devant le lit de mort, « tous se rangent devant le trône de la Vierge, et chantent à l'envi de doux cantiques ». Le Christ, entouré de deux anges, est reconnaissable à son nimbe portant une croix. « C'est ainsi que l'âme de Marie sortit de son corps et s'envola dans les bras de son Fils ». Suivant la tradition iconographique, l'âme est représentée sous la forme d'un nouveau-né, la mort d'un saint étant considérée comme sa « naissance au Ciel ». Autour de lui, deux anges s'exclament « Qui donc est celle qui monte du désert, Appuyée sur son bien-aimé? » (Ct 8:5) De part et d'autre un ange (reconnaissable à son aile verte) désigne la scène à trois autres personnages, représentant peut-être « les patriarches, les martyrs, les confesseurs et les chœurs des vierges ». Le décor urbain montre qu'ils sont présents dans la chambre même. La bordure du vitrail fait référence à cette scène : « Aussitôt les fleurs des roses l'environnèrent, c'était l'assemblée des Martyrs, puis les lys des vallées qui sont les compagnies des Anges, des Confesseurs et des Vierges ». |
|  | (II a) : Mort de Marie, entourée des douze Apôtres. Saint Jean, le premier arrivé, se penche sur elle. On reconnaît au pied du lit Saint Paul à sa calvitie traditionnelle. Les disciples qui avaient déjà été martyrisés sont miraculeusement et temporairement ressuscités pour l'occasion. Chacun raconte aux autres que saisis au milieu de leurs occupations, « voici une nuée lumineuse m'enleva et m'amena auprès de vous ». De part et d'autre, une femme montre la scène à une autre femme en pleurs. La femme la plus à gauche est une sainte femme non identifiée qui porte un nimbe, les trois autres femmes sont probablement les trois servantes de Marie que décrit la légende, qui laveront le corps de Marie après sa mort. |
|  | (I) : Signature de la corporation donatrice : les cordonniers. À gauche, un vendeur apporte une chaussure à un client assis, qui se prépare à l'essayer. Il a retiré sa chaussure droite, qu'il tient en main, et croise sa jambe sur son genou. Au centre, un cordonnier assis sur un tabouret fabrique une chaussure, trois chaussures achevées sont posées devant lui sur un banc. Derrière lui, une botte est accrochée au mur, et un coffre contient des paires de chausses achevées. À droite, deux cordonniers transportent une peau. Fait rare, les deux coins de la bordure sont également occupés par des représentations des donateurs, ici probablement des apprentis. Celui de gauche semble préparer du cuir, et celui de droite paraît tenir une statue. |